# Хоникулу (пролив)
Хоникулу (фр. Passe Honikulu) — пролив на юге барьерного рифа острова Увеа (Уоллис) в Тихом океане, который позволяет судам проходить в лагуну.

## Описание

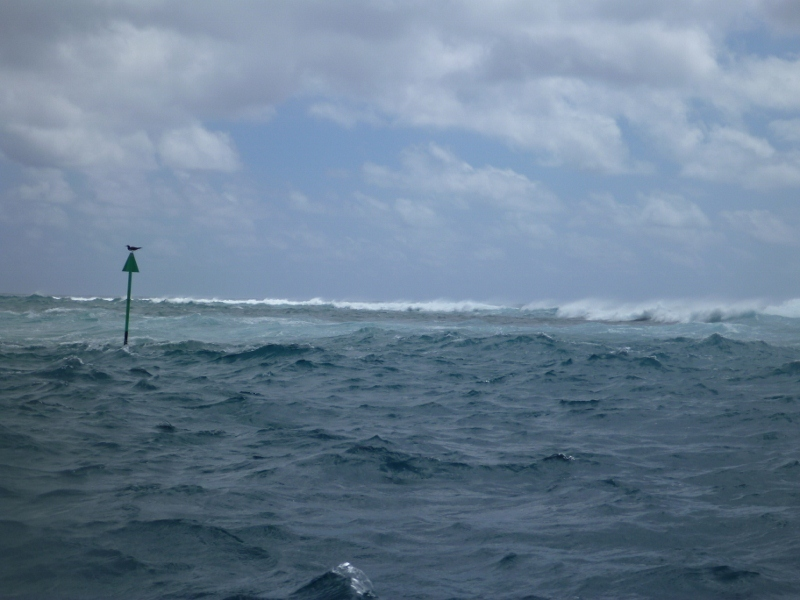
Вид на подход к проливу Хоникулу

Приливные течения в проливе могут достигать 6 узлов. Канал, проходящий через проход Файоа внутри лагуны позволяет добраться до порта Мата Уту. Пройдя перевал, корабли входят в бухту Муа (ранее называвшуюся бухтой Алье). В проливе Хоникулу приливное течение составляет от 2,5 до 4 узлов, а во время отлива — от 4 до 6 узлов. Этот проход играет важную роль в эвакуации воды из лагуны в океан: риф получает воду из открытого океана через волну, но блокирует эту воду внутри лагуны.

## История
В 1943 году проход был расширен, чтобы пропускать американские военные корабли, когда американская армия создала военную базу в Уоллисе. Эти работы несколько ослабили сильные течения в проливе.

## Галерея

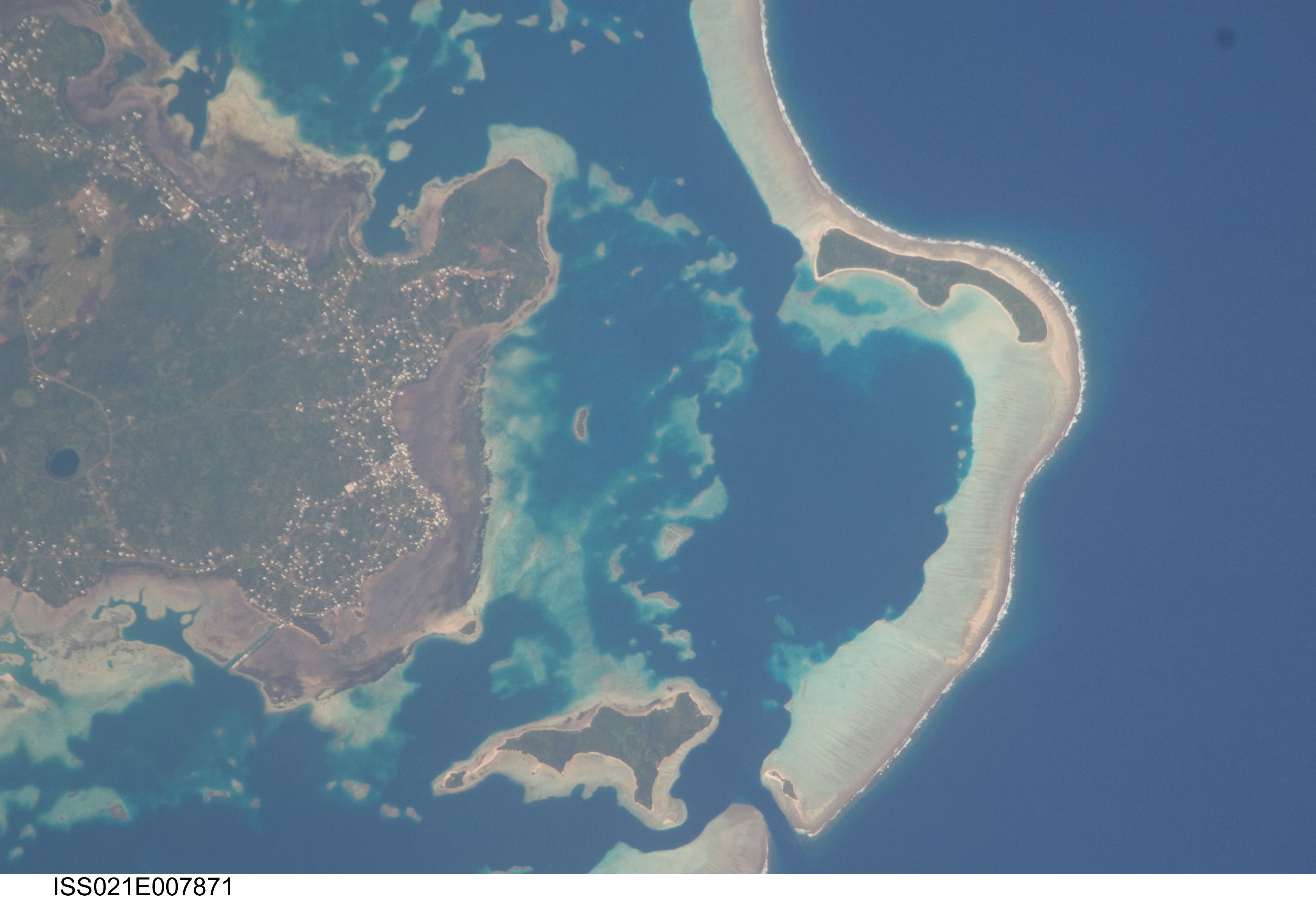
Фенуафо’оу расположен непосредственно у прохода в барьерном рифе Хоникулу (видимого на спутниковом снимке в центре внизу), обеспечивающего вход в атолл Уоллиса
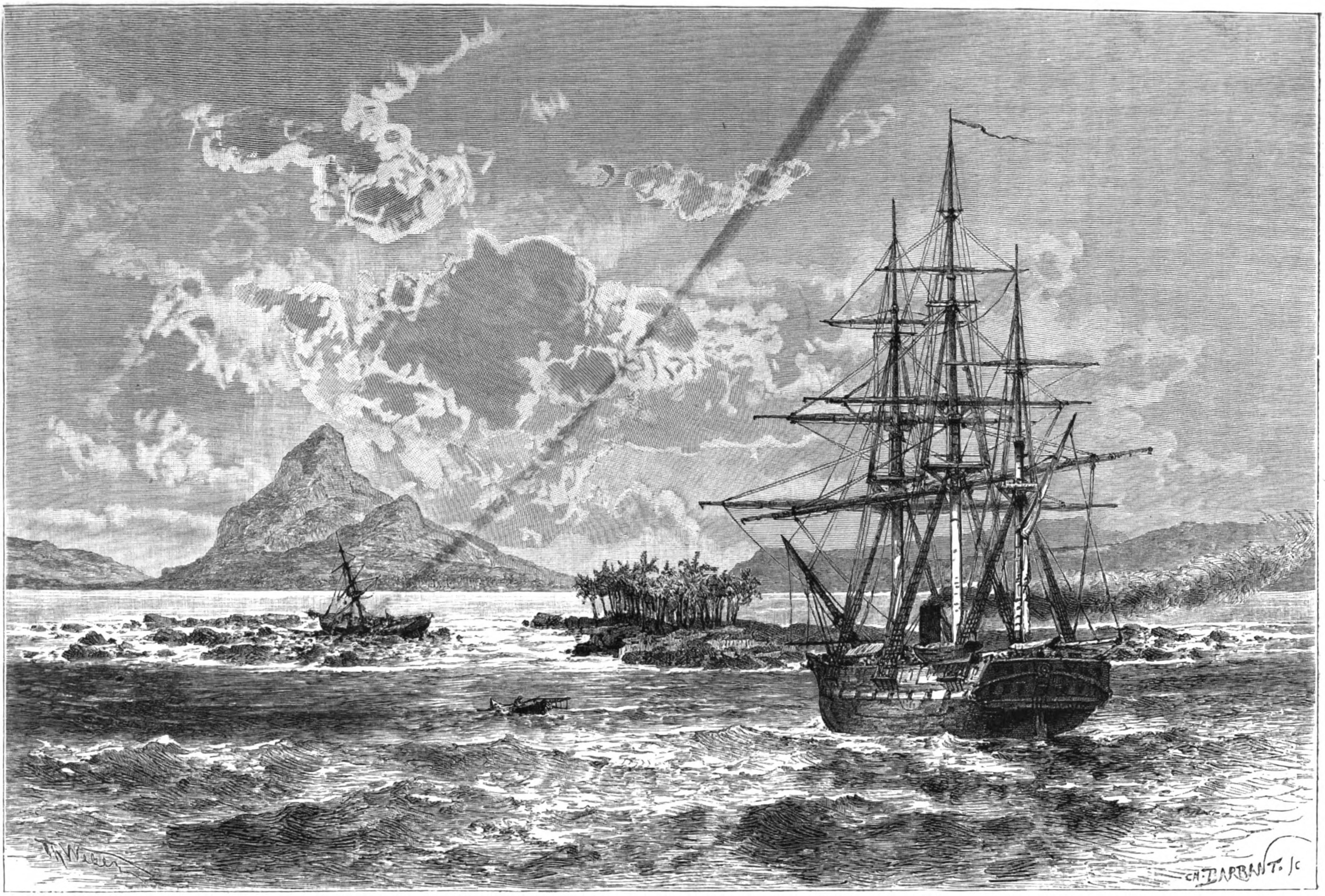
Французский корабль «Орн» перед проливом Хоникулу в 1874 или 1875 году. Слева видны обломки корабля «Эрмитт», потерпевшего крушение при ударе о рифы 29 июня 1874 года.
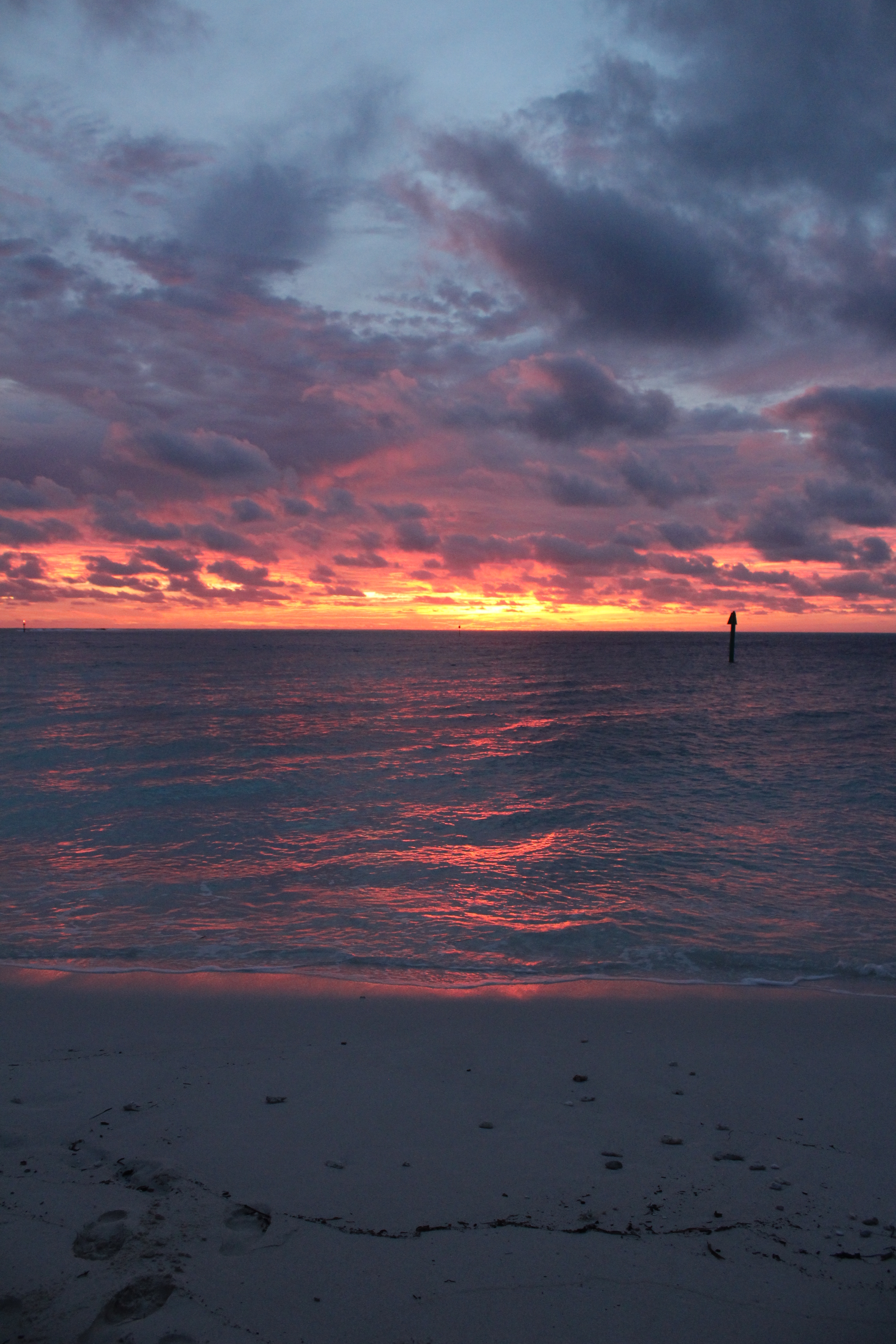
Вид на пролив Хоникулу с острова Фенуафо’оу